# Саймън Хелбърг
Саймън Максуел Хелбърг (на английски: Simon Maxwell Helberg) (роден на 9 декември 1980 г.) е американски актьор, комик и озвучаващ артист, най-известен с ролята си на Хауърд Уолоуиц в ситкома „Теория за Големия взрив“.

## Личен живот
Женен е за актрисата Джослин Таун. На 8 май 2012 г. им се ражда дъщеря, а на 23 април 2014 г. – син.